# Telemàrqueting

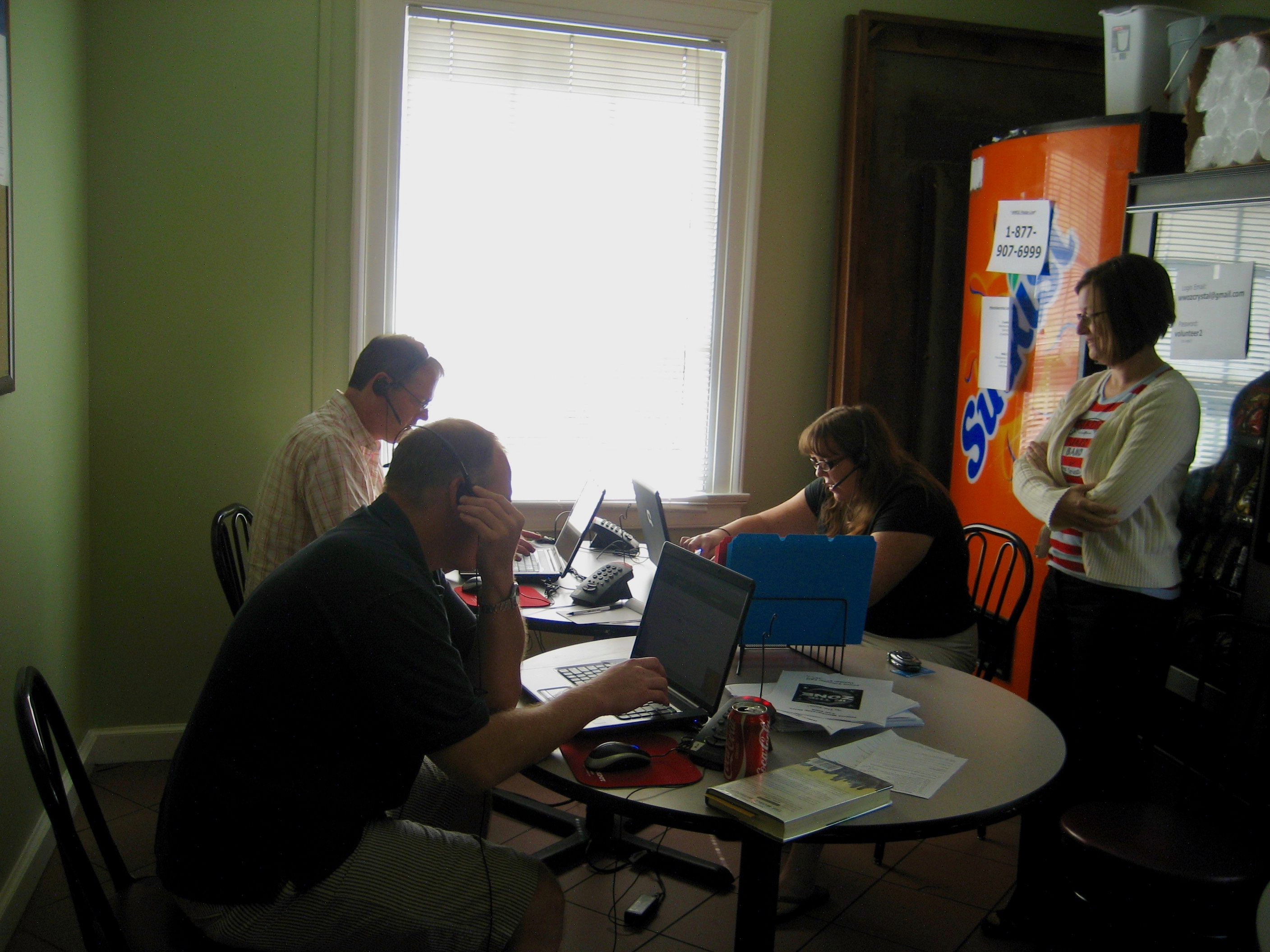
Telemàrqueting per a "demanar donacions"

El telemàrqueting  és una forma de màrqueting directe en la qual un assessor utilitza el telèfon o qualsevol altre mitjà de comunicació per contactar amb clients potencials i comercialitzar els productes i serveis. Els clients potencials s'identifiquen i es classifiquen per diversos mitjans com pot ser el seu historial de compres, una enquesta prèvia o la participació en un concurs de sol·licituds de feina (per exemple, a través d'Internet).
Els noms també poden ser comprats de la base de dades d'una altra companyia o obtinguts de la Guia telefònica o d'una altra llista pública o privada. El procés de classificació serveix per trobar aquells clients potencials amb més probabilitats de comprar els productes o serveis que l'empresa en qüestió ofereix.
Les companyies d'investigació de mercats utilitzen sovint les tècniques de telemàrqueting per buscar clients potencials o passats del negoci d'un client o per sondejar l'acceptació o rebuig d'un producte, marca comercial o empresa en concret. Les enquestes d'opinió es realitzen d'una manera similar. Les tècniques de telemàrqueting també poden ser aplicades a altres formes de màrqueting utilitzant missatges d'Internet o fax.

## Comercialització
El telemàrqueting és un mitjà de comunicació, un canal d'informació i un espai per a la venda tan vàlid com ho puguin ser la ràdio o la televisió. El procés d'externalitzar campanyes de telemàrqueting a altres ciutats del mateix país és conegut com a nearshore, i el d'externalitzar el servei a altres països es coneix com a offshore o deslocalització. De vegades els teleoperadors telefònics poden ser  venedors  que ofereixin productes i serveis sense importar les necessitats dels consumidors sinó només el seu benefici econòmic, ara per ara el teleoperador ja no es considera un venedor sinó un assessor depenent el camp que estigui treballant (comercial, financer, publicitari, etc). El treball d'un assessor ja no es limita únicament a fer la tasca de venda, sinó que ha de procurar entendre i ajustar-se a les necessitats reals dels seus clients, assessorar-los i portar-los de la mà suggerint les solucions que corresponguin.
L'opció de contractar un telemàrqueting com un mitjà de comercialització de productes o serveis viable a més de rendible sempre està present com una alternativa econòmica per a les empreses i companyies que prenen les decisions. Té com a avantatge que es compta amb una força de vendes que contacta directament amb el client i fa tasca de convenciment, incrementant les utilitats dels negocis, a més de ser un mitjà de publicitat barat en comparació amb altres mitjans com la ràdio o la televisió. Un avantatge per al client podria ser que pot adquirir aquests productes o serveis des de la seva llar o oficina sense haver d'anar directament fins a l'empresa que els comercialitza, pel que constituiria en aquest cas un estalvi en temps i recursos (com transport). Un altre avantatge és que quan l'assessor contacta directament al client, aquest li resol tots els seus dubtes o li explica les característiques especials del producte o servei a fons, cosa que seria impossible realitzar dins d'un espai limitat de pocs segons en un comercial per a ràdio o televisió.

## Percepció popular
El telemàrqueting és sovint criticat, ja que els que estan en contra d'aquesta pràctica argumenten que es tracta d'una pràctica amb falta d'Ètica en realitzar moltes companyies trucades no desitjades i per utilitzar tècniques de venda agressives. Aquestes pràctiques poden ser objecte de controls legislatius relacionats amb la protecció i privacitat del consumidor. En particular, als Estats Units el telemàrqueting està restringit per la Llei de 1991 de Protecció a l'Usuari del Telèfon. Moltes associacions professionals de telemàrqueting tenen codis ètics i estàndards que els treballadors han de seguir. Algunes jurisdiccions han implementat llistes de "No contactar" bé a través de la legislació o bé d'organitzacions en les quals els consumidors poden indicar que no volen ser contactats per empreses de telemàrqueting, tal com ja s'ha legislat a Espanya amb els correus electrònics. Algunes legislacions inclouen dures penalitzacions a les empreses que truquin a individus inclosos en les llistes. Hi ha diversos mètodes per tal que les persones evitin les trucades de telemàrqueting. Utilitzant l'ID i la identificació de trucada, una persona pot identificar la part que truca abans de despenjar i prendre la decisió de no respondre al telèfon. Els contestadors automàtics també es poden utilitzar per discriminar trucades, ja que les companyies de telemàrqueting no solen deixar missatges.

## Dones en el telemàrqueting
El telemàrqueting, com és el cas dels operadors de telefonia, és un dels camps que es coneix com a ocupat majoritàriament per dones. La raó central de la contractació en aquest cas, és perqué el treball de les dones es considera una forma de mà d'obra barata: històricament els operadors de telemàrqueting normalment solien guanyar al voltant de la meitat a la quarta part dels salaris dels homes.hi l'altre fet que les dones solen ser més amables que els operadors masculins., incloent la naturalesa més tranquil·la i més delicada de la veu d'una dona, fet es reflecteix actualment a la indústria del telemàrqueting.